# Tate Multimedia
Tate Multimedia est un développeur de jeux vidéo polonais fondé en 2000 sous le nom de X-Ray Interactive. En 2003, le nom a été changé en Tate Interactive, et puis en 2015, en Tate Multimedia.

## Histoire
Tate Interactive a travaillé en étroite collaboration avec Atari et Koch Media depuis sa création, ils ont lancé des titres tels que My Horse & Me 2, un portage d'Astérix et Obélix XXL 2 : Mission Las Vegum, Tous à l'Ouest, The Saddle Club ou Titeuf, le film. En mars 2017, Tate Multimedia sort le second volet Urban Trial Freestyle 2 dédié exclusivement à la console Nintendo 3DS. En octobre 2017, le studio annonce la sortie d'un nouveau jeu pour PC, PlayStation 4 et Xbox One, nommé Steel Rats.

## Ludothèque
| An   | Titre                                    | Système                                           | Éditeur                                               |
| ---- | ---------------------------------------- | ------------------------------------------------- | ----------------------------------------------------- |
| 2000 | Kao the Kangaroo                         | Dreamcast, PC                                     | Titus Software                                        |
| 2003 | Kao the Kangaroo Round 2                 | Xbox, GameCube, PlayStation 2, PC                 | JoWood Productions, Atari, Inc.                       |
| 2005 | Kao Challengers                          | PlayStation Portable                              | Atari, Inc.                                           |
| 2005 | Kao the Kangaroo: Mystery of the Volcano | PC                                                | n3vrf41l Publishing (Australie) / 1C Company (Russie) |
| 2007 | Astérix et Obélix XXL 2 : Mission Ouifix | PlayStation Portable                              | Atari Europe                                          |
| 2007 | Lanfeust de Troy                         | PlayStation Portable                              | Atari Europe                                          |
| 2007 | Tous à l'Ouest                           | Nintendo DS,Wii, PC                               | Atari Europe                                          |
| 2008 | My Horse & Me 2                          | Nintendo DS, PlayStation 2, Wii, Xbox, PC         | Atari, Inc.                                           |
| 2010 | The Saddle Club                          | Wii, PC                                           | Deep Silver / Koch Media                              |
| 2011 | Titeuf, le film                          | Nintendo DS, Wii, PC                              | Deep Silver                                           |
| 2013 | Urban Trial Freestyle                    | PlayStation 3, PlayStation Vita, Nintendo 3DS, PC | Tate Multimedia                                       |
| 2017 | Urban Trial Freestyle 2                  | Nintendo 3DS                                      | Tate Multimedia                                       |
| 2018 | Steel Rats                               | Xbox One, PlayStation 4, PC                       | Tate Multimedia                                       |
| 2022 | Kao the Kangaroo                         | PC                                                | Tate Multimedia                                       |